# کوسه باله سیاه بومی استرالیا
کوسه باله سیاه بومی استرالیا(نام علمی: Carcharhinus tilstoni) نام یک گونه از راسته زمین‌کوسه‌سانان است.